# 那木罕

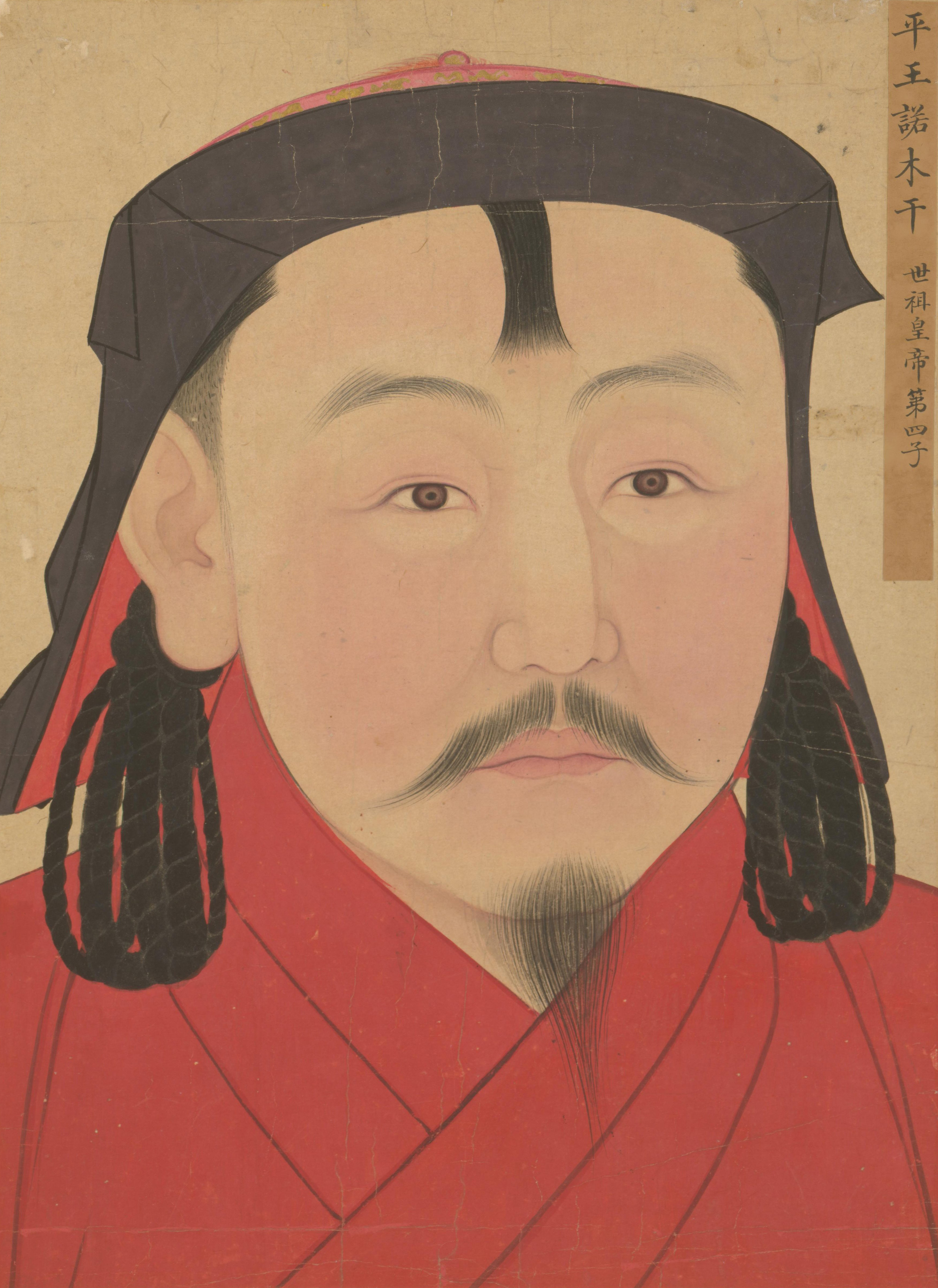
北平王那木罕像

那木罕（《史集》表記 نوموغان Nūmūghān，？年6月2日—1292年8月17日）又諾木罕，諾木干，元世祖忽必烈第四子，母親是察必皇后。
至元三年（1266年），朝廷封他為北平王。至元四年（1267年），忽必烈派那木罕率军驻阿力麻里。至元七年（1271年），攻打察合台汗国君主聂古伯。当时聂古伯与海都相攻战死，那木罕乘势击败其部隊。至元十四年（1277年），药木忽儿、撒里蛮等夜晚攻打那木罕的營地，抓住那木罕及丞相安童，與河平王昔里吉一起背叛元朝。昔里吉把那木罕、阔阔出兄弟送往术赤后王（金帐汗国）忙哥帖木儿处，撒里蛮擒获昔里吉及药木忽儿，向元朝自首。至元十九年（1282年），那木罕被元朝封為北安王。至元二十二年（1285年），那木罕回到元朝，並且來到元朝北部邊境駐防。至元二十九年七月初四日（1292年8月17日），那木罕去世。延佑七年，朝廷給他谥号归定王。那木罕的妻妾不祥，沒有兒子。元泰定帝即位後，下令会福院在高良河寺中畫上那木罕的画像。 

## 资料来源
- 《元史·宗室世系表》
- 《新元史》